# Hortus Cliffortianus
Hórtus Cliffortiánus (с лат. — «Сад Клиффорда») — книга шведского естествоиспытателя Карла Линнея (1707—1778), в которой он описал и систематизировал растения сада, оранжереи и гербария, а также библиотеку Джорджа Клиффорда (1685—1760). Клиффорд был богатым голландским банкиром, одним из директоров голландской Ост-Индской компании и ботаником-любителем, владевшим обширной усадьбой Гартекамп около города Хемстеде.
Книга написана на латинском языке. Иллюстрирована гравюрами Яна Ванделаара по рисункам Георга Эрета, а также собственным рисункам Ванделаара. Напечатана на средства Джорджа Клиффорда в Амстердаме. На титульном листе стоит цифровое обозначение года 1737, тем не менее книга вышла из печати лишь в 1738 году.

## История создания

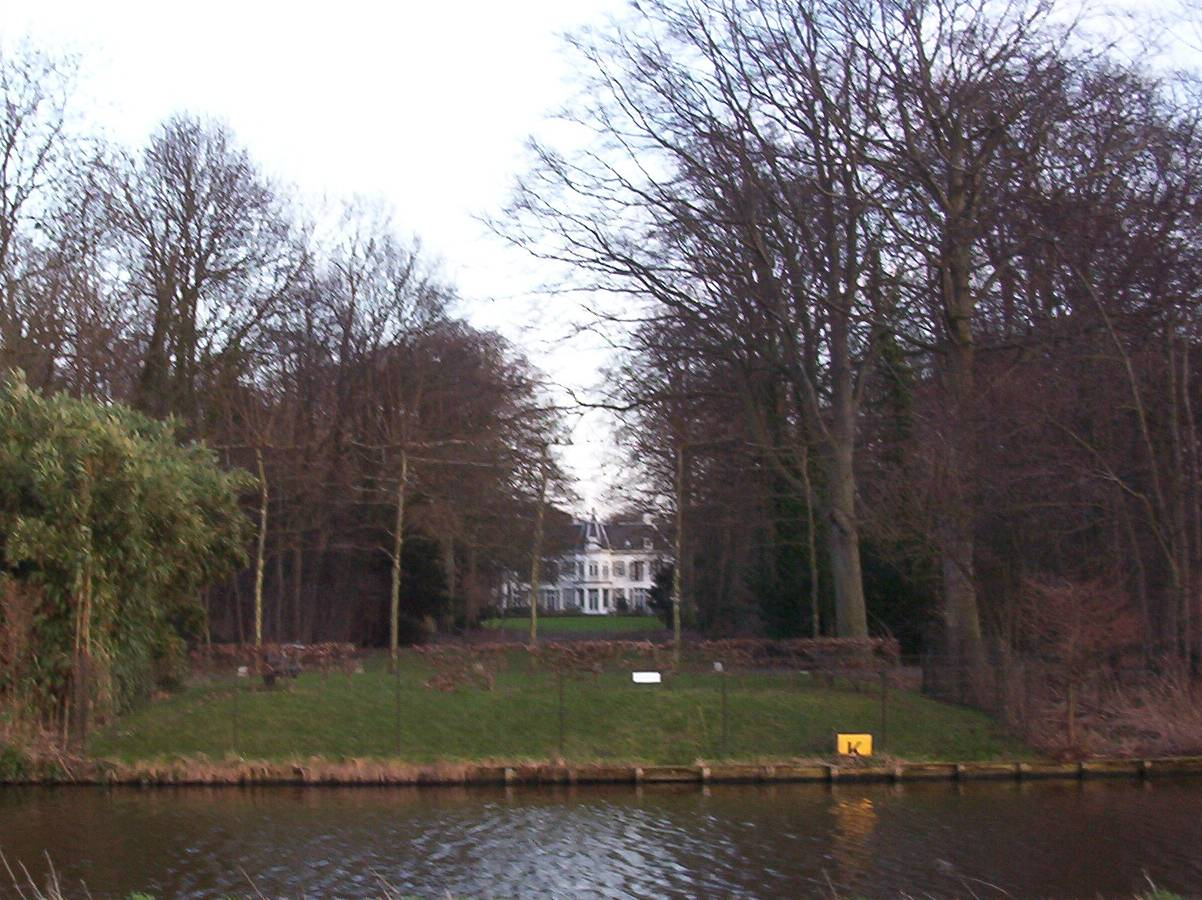
Сад в поместье Дж. Клиффорда Гартекамп. Вид со стороны канала Лейден — Гарлем. Фотография 2007 года

Линней познакомился с Клиффордом в доме Йоханнеса Бурмана в Амстердаме, где жил, помогая Бурману в научных изысканиях, в 1735 году. Вместе с Бурманом Линней посетил Клиффорда в его загородном летнем доме Гартекамп в окрестностях Хемстеде 13 августа 1735 года.
Гартекамп был известен садом и до того, как его в 1709 году приобрёл отец Клиффорда, но Клиффорд значительно обогатил его растениями, которые ему привозили во всего мира. Клиффорд построил в саду четыре оранжереи, в которых росли экзотические растения.
Клиффорд, познакомившись с молодым Линнеем, был им восхищён — и захотел, чтобы тот стал его личным врачом, а также осмотрел и описал его обширные коллекции. Линней, однако, был связан договором с Бурманом, но Клиффорд решил эту проблему, подарив Бурману, чтобы тот не обижался, экземпляр редкого издания — Natural History of Jamaica Ганса Слоана. Линней начал работу в Гартекампе 24 сентября.
Через некоторое время в Гартекампе появился художник Георг Эрет с рекомендательным письмом маркграфа Карла III Вильгельма Баден-Дурлахского. Линней обратил внимание Клиффорда на рисунки недавно обнаруженных растений (Collinsonia, Turnera), исполненные Эретом. Клиффорд купил их незамедлительно. Линней разъяснил Эрету свою новую систему классификации растений, после чего Эрет выполнил для новой работы Линнея 24 рисунка растений.
Первое и единственное издание труда Hortus Cliffortianus появилось в 1738 году с подзаголовком Plantas exhibens quas in Hortis tam vivis quam siccis, Hartecampi in Hollandia, coluit vir nobilissimus et generosissimus Georgius Clifford juris utriusque doctor, reductis varietatibus ad species, speciebus ad genera, generibus ad classes, adjectis locis plantarum natalibus differentiisque specierum. Cum tabulis aeneis. Книга первоначально не поступала в сколько-нибудь широкую продажу. Клиффорд изначально не преследовал цели максимально возможно распространить книгу среди учёных, желая в первую очередь использовать её в качестве средства для расширения своей коллекции растений путём обмена, поэтому не весь тираж книги сразу попал на рынок.
Линней получил свои 10 авторских экземпляров 11 января 1739 года. Кроме того, в качестве дополнительного вознаграждения Клиффорд передал Линнею часть своего гербария, которую тот увёз в Уппсалу, где она вошла в состав линнеевского гербария, после смерти учёного проданного сыном Джеймсу Эдварду Смиту.

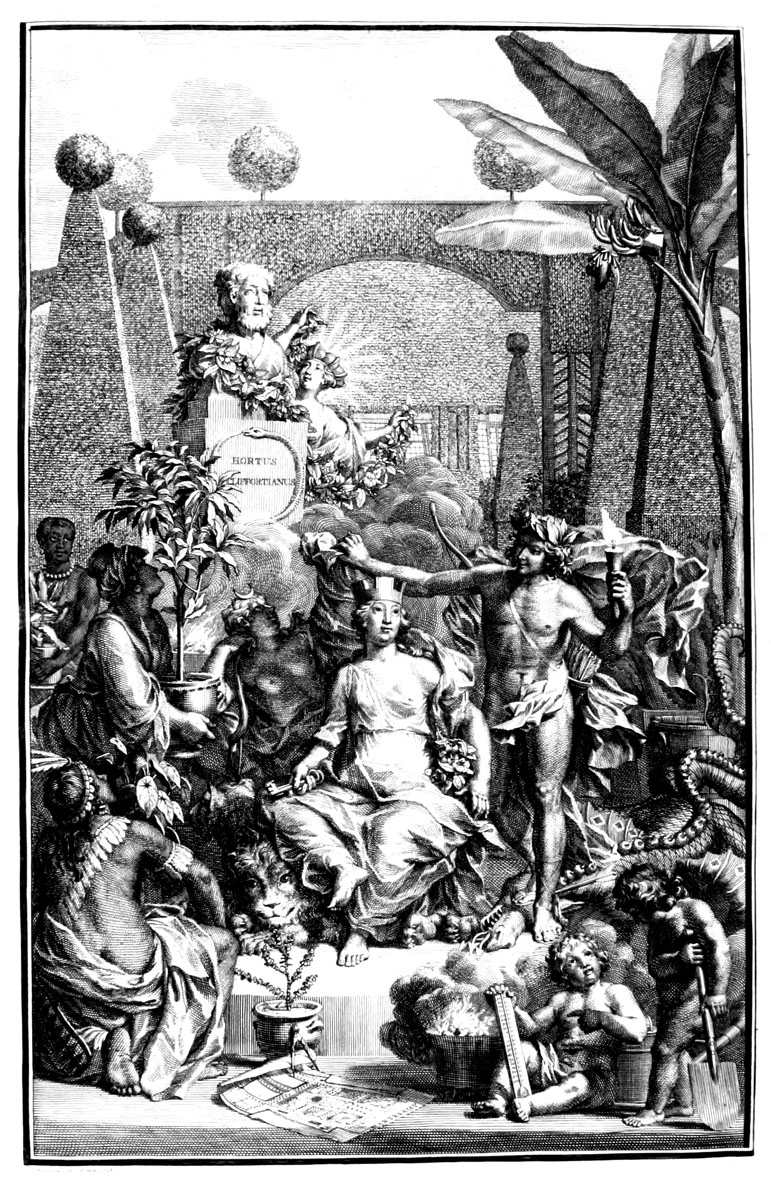
Фронтиспис

## Содержание книги
Hortus Cliffortianus напечатана в формате in folio и содержит около пятисот тридцати страниц. Книга открывается фронтисписом, выгравированным Яном Ванделааром.
Титульный лист исполнен в две краски — красной и чёрной. Книга содержит две гравюры, иллюстрирующие различные формы листа растений, и 34 гравюры с изображениями растений. Все гравюры на меди созданы Ванделааром по рисункам, в большинстве, Георга Эрета. Десять гравюр вырезаны Ванделааром по собственным эскизам. Страницы пронумерованы с 1 до 231 (232 пустые страницы) и с 301 по 501 (с ненумерованными страницами дополнения). Это связано с тем, что книга была сначала набрана в формате in quatro. Случилось, однако, что гравюр оказались больше, чем предполагалось. Поэтому издатель и печатники были вынуждены перейти на формат in folio, а первые триста страниц были отпечатаны и вставлены в кодекс в том виде, как были набраны.
Растения сада Клиффорда уже были до Линнея описаны в Viridarium Cliffortianum. В Hortus Cliffortianus Линней поместил, кроме того, описание обширных гербарных коллекций Клиффорда. В общем, были описаны 2536 родов и видов растений, из них 1251 происходили из сада Клиффорда. Линней упорядочил список по системе, установленной им в Genera Plantarum и Systema Naturae. Для названий растений он использовал Critica Botanica. При видах растений он перечислял все их синонимы, которые он мог найти в доступной ему литературе. Он внёс также сведения о происхождении растений. В частности, для европейских растений он использовал Pinax Theatri Botanici Каспара Баугина.
На первых шести страницах (лат. dedicatoria) Линней перечислил самых замечательных, с его точки зрения, покровителей ботаники: Карла III Вильгельма Баден-Дурлахского, Жана Батиста Гастона де Бурбона, Джузеппе дель Боско, Якоба Делагарди, Хендрика Адриана ван Рееде, Георга Эберхарта Румфа, Уильяма Шерарда, Джана Франческо Морозини, Каспара Бозе, Симон ван Бомон, кардинала Одоардо Фарнезе и Иоганна Конрада фон Геммингена. Естественно, что Линней не забыл упомянуть и своего в то время работодателя.
Затем следует уведомление читателя (лат. lectori botanico), объяснение текста и синонимов, происхождение растений и разные методы выращивания растений с разных континентов. В конце главы Линней с благодарностью упомянул Германа Бургаве, Адриана ван Ройена, Иоганна Георга Сигезбека, Альбрехта фон Галлера, Йоханнеса Бурмана, Виллема Роэлла, Яна Фредерика Гроновиуса и Филипа Миллера за растения и семена, которые те прислали саду Клиффорда.
В главе Bibliotheca Botanica Cliffortiana на семнадцати ненумерованных страницах Линней педантично перечислил состав библиотеки Клиффорда в соответствии с теми же принципами, которые он уже применил в Bibliotheca Botanica. Сюда включены как 295 названий преимущественно ботанических книг, так и несколько книг, например, о химии, теологии и философии. Книги, как и растения, Линней разделил на «классы», начиная с «отцов ботаники», греков и римлян, а затем Commentatores, Ichniographi и Descriptatores. Затем следуют монографии и т. д., в общей сложности 16 классов. Этот список является важным не только потому, что он даёт представление о литературе, которую Линней имел в своём распоряжении для работы над Hortus Cliffortianus, но и о тех работах, которые он мог использовать для написания своего opus magnum — Genera Plantarum.
После каталога библиотеки следуют списки сокращений, четыре страницы с описаниями различных форм листьев у растений, проиллюстрированные двумя гравюрами, и шесть страниц систематического списка родов с указанием числа видов для каждого из них.
Основная часть книги — каталог гербария Клиффорда и список растений в саду и теплицах Гартекампа, причём Линней не делает различия между живыми и засушенными (гербарными) растениями. Тридцать четыре таблицы с гравюрами, изображающими растения, разбросаны по этой части книги. Линней не даёт описания родов. Он отсылает читателя к своей книге Genera Plantarum и отмечает в предисловии, что несколько родов, которые не встречаются в Genera Plantarum, он описал после выхода последней книги. Кроме того, он в Hortus Cliffortianus никогда не объясняет свою систему классификации растительного мира.
У Hortus Cliffortianus нет оглавления в настоящем смысле. Формально работа для лучшей ориентации разбита на следующие главы:
- Dedicatio
- Lectori Botanico
- Bibliotheca Botanica Cliffortiana
- Genera Foliorum (3 класса)
- Methodus Plantarum In Horto Cliffortiano
- Основная часть (с родами от Canna до Cellipora)
- Vaga
  - Vaga Palmae
  - Vaga Tournefortianea
  - Vaga Plumerianea
  - Vaga Miscellanea
  - Vaga Indefinita
- Appendix
  - Appendix Generum
  - Appendix Specierum
- Addenda
- Index. Numerus paginam donat
- Ratio. Nominum genericorum receptorum

## Фронтиспис
Фронтиспис, созданный Яном Ванделааром, показывает в форме аллегории значение Линнея для науки. В центре рисунка — Кибела (или Мать-Земля), сидящая на льве и львице. В руке она сжимает ключи от сада в Гартекампе, план которого лежит перед нею. Один из ангелов держит термометр со шкалой Линнея. Слева от Кибелы — новообнаруженные растения: алоэ, которое держит чёрная женщина из Африки, кофе в руках женщин в национальных головных уборах из Азии и эрнандия из Америки. У ног главной фигуры — горшок с Cliffortia ilicifolia с гравюры на таблице XXX. Бюст на высоком постаменте, возможно, — Джорджа Клиффорда. Справа изображён банан, который Клиффорд впервые довёл в этом саду до цветения и плодоношения (в 1736 году). Линней в образе юного Аполлона, приподнимающий правой рукой завесу невежества, в левой несёт факел — светоч знаний. Левой ногой он попирает дракона лжи. Поэтическое описание фронтисписа, созданное на голландском языке Яном Ванделааром, помещено на следующем за ним листе.

## Таблицы
Hortus Cliffortianus содержит 36 таблиц с иллюстрациями растений. Все гравюры были нарезаны Яном Ванделааром. Рисунки для гравюр выполнены Георгом Эретом.
| Гравюра | Текст                                                                                    | Современное название вида | Автор рисунка |  |
| ------- | ---------------------------------------------------------------------------------------- | ------------------------- | ------------- |  |
| I.      | Folia Simplicica                                                                         |                           |               |  |
| II.     | Folia Composita et Folia Determinata                                                     |                           |               |  |
| III.    | Kaempferia                                                                               | Kaempferia galanga        | Ванделаар     |  |
| IV.     | Piper foliis cordatis, caule procumbente                                                 | Peperomia pellucida       | Ванделаар     |  |
| V.      | Collinsonia                                                                              | Collinsonia canadense     | Эрет          |  |
| VI.     | Gladiolus foliis linaribus                                                               | Gladiolus angustus        | Эрет          |  |
| VII.    | Diervilla                                                                                | Diervilla lonicera        | Ванделаар     |  |
| VIII.   | Campanula foliis hastatis dentatis, caule determinate folioso                            | Canarina canariensis      | Эрет          |  |
| IX.     | Rauvolfia                                                                                | Rauvolfia tetraphylla     | Эрет          |  |
| X.      | Turnera e petiolo florens, foliis seratis                                                | Turnera ulmifolia         | Эрет          |  |
| XI.     | Passerina foliis linearibus                                                              | Passerina filiformis      | Эрет          |  |
| XII.    | Helxine caule erecto, aculeis refexis exasperato                                         | Polygonum sagittatum      |               |  |
| XIII.   | Parkinsonia                                                                              | Parkinsonia aculeata      | Эрет          |  |
| XIV.    | Bauhinia                                                                                 | Bauhinia aculeata         | Эрет          |  |
| XV.     | Bauhinia foliis quinquenerviis: lobis acuminatis remotissimis                            | Bauhinia divaricata       | Ванделаар     |  |
| XVI.    | Heliocarpos                                                                              | Heliocarpus americanus    | Эрет          |  |
| XVII.   | Browallia                                                                                | Browallia americana       | Эрет          |  |
| XVIII.  | Martynia foliis seratis                                                                  | Gloxinia perennis         | Ванделаар     |  |
| XIX.    | Amorpha                                                                                  | Amorpha fruticosa         | Эрет          |  |
| XX.     | Dolichos caule perenni lignoso                                                           | Dolichos lignosus         | Эрет          |  |
| XXI.    | Dolichos minimus, floribus luteus                                                        | Rhynchosia minima         | Эрет          |  |
| XXII.   | Dalea                                                                                    | Dalea alopecuroides       | Эрет          |  |
| XXIII.  | Sigesbeckia                                                                              | Sigesbeckia orientalis    | Ванделаар     |  |
| XXIV.   | Buphthalmum caule decomposita, calycibus ramiferis                                       | Cladanthus arabicus       | Эрет          |  |
| XXV.    | Milleria foliis ovatis, pendunculis simplicibus                                          | Elvira biflora            | Эрет          |  |
| XXVI.   | Lobelia caule erecto, foliis cordatis obsolete dentatis petiolatis, corymbo terminatrice | Lobelia cliffortiana      | Эрет          |  |
| XXVII.  | Anthospermum mas                                                                         | Anthospermum aethiopicum  | Эрет          |  |
| XXVIII. | Dioscorea foliis cordatis, caule leavi                                                   | Dioscorea sativa          | Эрет          |  |
| XXIX.   | Kiggelaria mas                                                                           | Kiggelaria africana       | Эрет          |  |
| XXX.    | Cliffortia foliis dentatis: mas                                                          | Cliffortia ruscifolia     | Ванделаар     |  |
| XXXI.   | Cliffortia foliis lanceolatis integerrimis: Femina                                       | Cliffortia ilicifolia     | Ванделаар     |  |
| XXXII.  | Cliffortia foliis linearibus pilosis: Femina                                             | Cliffortia polygonifolia  |               |  |
| XXXIII. | Hernandia                                                                                | Hernandia sonora          | Ванделаар     |  |
| XXXIV.  | Hura calycibus acutis, floribus pentandris                                               | Hura crepitans            | Ванделаар     |  |
| XXXV.   | Roellia                                                                                  | Roella ciliata            |               |  |
| XXXVI.  | Cassia calycibus acutis, floribus pentandris                                             | Cassia nictitans          |               |  |

## Значение
Линней создал свою систему классификации растений в Швеции. Там он никогда не встречал экзотических южных растений. Hortus Cliffortianus — первая из его работ, в которой он смог применить свою систему для описания растений со всего мира. В Гартекампе он также имел доступ к прекрасной ботанической библиотеке Клиффорда, что позволило ему дать так много ссылок на работы других ботаников. Hortus Cliffortianus имела выдающееся значение в написании самой большой работы Линнея, Genera Plantarum. Для интерпретации названий родов и видов в Genera Plantarum — Hortus Cliffortianus часто незаменима.

## Библиографическая запись издания
- Linnaeus C. Hortus Cliffortianus : plantas exhibens quas in hortis tam vivis quam siccis, Hartecampi in Hollandia, coluit … Georgius Clifford … reductis varietatibus ad species, speciebus ad genera, generibus ad classes, adjectis locis plantarum natalibus differentiisque specierum. Cum tabulis aeneis… :  [лат.]. — Amstelaedami, 1737. — [26], X, 502 p. — doi:10.5962/bhl.title.690. — OCLC 5161570.